# Арно Бріан
Арно Бріан (фр. Arnaud Briand; нар. 29 квітня 1970, м. Сідней, Нова Шотландія, Канада) — французький хокеїст, центральний нападник. 
Виступав за «Сен-Жан Касторс» (QMJHL), «Боксер де Бордо», «Реймс», «Курмайор», «Аугсбург Пантерс», «Лулео», «Руан».
У складі національної збірної Франції провів 93 матчі; учасник зимових Олімпійських ігор 1992, 1994, 1998 і 2002, учасник чемпіонатів світу 1991 (група B), 1994, 1996, 1997, 1998, 1999, 2000, 2002 (дивізіон I), 2003 (дивізіон I) і 2004. У складі молодіжної збірної Франції учасник чемпіонату світу 1990 (група B).
Чемпіон Франції (2000, 2003). 